# Saint-Étienne-en-Coglès
Pour les articles homonymes, voir Saint-Étienne (homonymie).
Saint-Étienne-en-Coglès (prononcé [sɛ̃.t‿etjɛn ɑ̃ kɔɡl], comme Cogles) est une ancienne commune française située dans le département d'Ille-et-Vilaine en région Bretagne, peuplée de 1 923 habitants. Elle a fusionné le 1er janvier 2017 avec Saint-Brice-en-Coglès pour former la commune de Maen Roch.

## Géographie
Partie du pays de Coglais.

## Toponymie
Le nom de la localité est attesté sous les formes Ecclesia Sancti Stephani de Cogles au XIe siècle, Sanctus Stephanus Fulgeriensis au XIIe siècle.
Le gentilé est Stéphanais.

## Histoire

### Préhistoire
Un grand bâtiment de plan trapézoïdal, datant de 4 900 avant J.-C., entouré de fosses allongées dans lesquelles des vestiges de mobilier ont été exhumés, a été découvert au Haut-Mée.

### LeXXIesiècle
Le 1er janvier 2017, la commune fusionne avec Saint-Brice-en-Coglès pour former la commune nouvelle de Maen Roch.

## Politique et administration

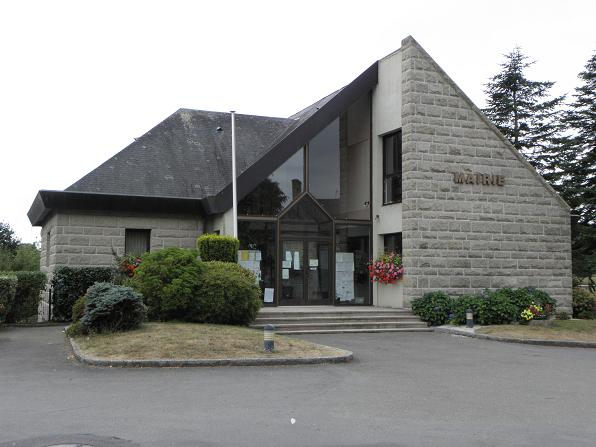
La mairie.

| Période                                  | Période              | Identité                    | Étiquette | Qualité                                                                      |
| ---------------------------------------- | -------------------- | --------------------------- | --------- | ---------------------------------------------------------------------------- |
| 1948                                     | juillet 1982 (décès) | Joseph Joudet (1911-1982)   |           | Réparateur en machines agricoles Chevalier du Mérite agricole                |
| septembre 1982                           | mars 2001            | Raymonde Joudet (1924-2017) |           | Ancienne commerçante, maire honoraire (2001) Adjointe au maire (1965 → 1971) |
| mars 2001                                | août 2004 (décès)    | Noël Regray (1936-2004)     |           | Ancien clerc de notaire                                                      |
| octobre 2004                             | 5 mai 2012 (décès)   | André Coquelin (1949-2012)  | SE        | Responsable d'entreprise Vice-président de Coglais Communauté (2008 → 2012)  |
| juin 2012                                | mars 2014            | Claude Barbelette           |           | Retraité de La Poste, maire honoraire                                        |
| mars 2014                                | décembre 2016        | Luc Garnier                 | SE        | Comptable                                                                    |
| Les données manquantes sont à compléter. |                      |                             |           |                                                                              |

| Période  | Période  | Identité       | Étiquette | Qualité |
| -------- | -------- | -------------- | --------- | ------- |
| 2017     | 2020     | Luc Garnier    |           |         |
| mai 2020 | En cours | Thomas Janvier |           |         |

## Démographie
L'évolution du nombre d'habitants est connue à travers les recensements de la population effectués dans la commune depuis 1793. À partir du 1er janvier 2009, les populations légales des communes sont publiées annuellement dans le cadre d'un recensement qui repose désormais sur une collecte d'information annuelle, concernant successivement tous les territoires communaux au cours d'une période de cinq ans. 
Pour les communes de moins de 10 000 habitants, une enquête de recensement portant sur toute la population est réalisée tous les cinq ans, les populations légales des années intermédiaires étant quant à elles estimées par interpolation ou extrapolation. Pour la commune, le premier recensement exhaustif entrant dans le cadre du nouveau dispositif a été réalisé en 2008,.
En 2021, la commune comptait 1 923 habitants, en évolution de +9,51 % par rapport à 2015 (Ille-et-Vilaine : +5,61 %, France hors Mayotte : +2,49 %).
| 1793  | 1800  | 1806  | 1821  | 1831  | 1836  | 1841  | 1846  | 1851  |
| ----- | ----- | ----- | ----- | ----- | ----- | ----- | ----- | ----- |
| 1 864 | 1 848 | 1 863 | 1 833 | 1 937 | 1 757 | 1 775 | 1 861 | 1 884 |

| 1856  | 1861  | 1866  | 1872  | 1876  | 1881  | 1886  | 1891  | 1896  |
| ----- | ----- | ----- | ----- | ----- | ----- | ----- | ----- | ----- |
| 1 901 | 1 960 | 1 874 | 1 837 | 1 862 | 1 965 | 1 960 | 1 938 | 1 900 |

| 1901  | 1906  | 1911  | 1921  | 1926  | 1931  | 1936  | 1946  | 1954  |
| ----- | ----- | ----- | ----- | ----- | ----- | ----- | ----- | ----- |
| 1 903 | 1 912 | 1 860 | 1 671 | 1 770 | 1 728 | 1 666 | 1 546 | 1 500 |

| 1962  | 1968  | 1975  | 1982  | 1990  | 1999  | 2008  | 2013  | 2018  |
| ----- | ----- | ----- | ----- | ----- | ----- | ----- | ----- | ----- |
| 1 448 | 1 430 | 1 339 | 1 422 | 1 461 | 1 430 | 1 643 | 1 722 | 1 853 |

| 2019  | - | - | - | - | - | - | - | - |
| ----- | - | - | - | - | - | - | - | - |
| 1 868 | - | - | - | - | - | - | - | - |

## Économie
La principale usine du groupe Mère Poulard est située sur la commune.

## Lieux et monuments

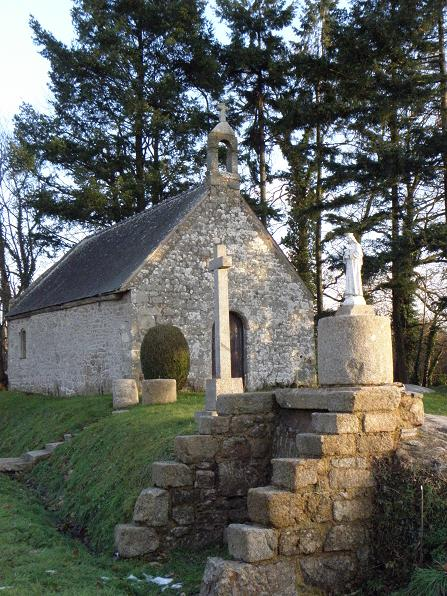
La chapelle Saint-Eustache.

- Église Saint-Étienne (1892-1895), œuvre de l'architecte Henri Mellet. Peintures murales de Louis Garin (1888-1959).
- Chapelle Saint-Eustache (XVIIe siècle).

## Traditions
Près de la chapelle Saint-Eustache un rocher granitique présentant un petit bassin, surnommé "cruère", recevait jusque vers le milieu du XXe siècle la visite des jeunes filles à la sortie de la messe dominicale ; elles s'y installant pour tenter de capter le regard d'un garçon, en espérant pouvoir se fiancer dans l'année. D'autres femmes, déjà mariées, y venaient le soir de la Saint-Eustache, le 20 septembre, pour s'y frotter le ventre et la poitrine... gage de fécondité.

## Personnalités liées à la commune
- Amand Dagnet (1857 à Saint-Étienne-en-Coglès - 1933), professeur, folkloriste et écrivain.